# All the Right Noises
All the Right Noises is een Britse film uit 1971 onder regie van Gerry O'Hara naar diens gelijknamige roman.

## Verhaal
Het verhaal gaat over een getrouwde man Len (Tom Bell) die een affaire heeft met een tienermeisje Val (Olivia Hussey).

## Rolverdeling
| Acteur                  | Personage     |
| ----------------------- | ------------- |
| Tom Bell                | Len Lewin     |
| Olivia Hussey           | Val           |
| Judy Carne              | Joy Lewin     |
| John Standing           | Bernie        |
| Roy Herrick             | cameraman     |
| Yootha Joyce            | Mrs Bird      |
| Robert Keegan           | Len's vader   |
| Lesley-Anne Down        | Laura         |
| Marianne Stone          | hospita       |
| Gordon Griffin          | Terry         |
| Edward Higgins          | Ted           |
| Rudolph Walker          | Gordon        |
| Oscar James             | bewaker       |
| Chloe Franks            | Jenny Lewin   |
| Gareth Wright           | Ian           |
| Chrissie Shrimpton      | serveerster   |
| Peter Burton            | toneelmeester |
| Charles Lloyd Pack      | portier       |
| Otto Diamant            | dirigent      |
| Nicolette Roeg – Millie |               |